# Eksploracja arbitralna
Eksploracja arbitralna – jedna z dwóch metod eksploracji stanowiska archeologicznego. Polega na usuwaniu ziemi w sposób dowolny poprzez kopanie dziur, dołów lub na usuwaniu ziemi metodą warstw mechanicznych.